# Tolochenaz
Tolochenaz – miejscowość i gmina (commune) w zachodniej Szwajcarii, w kantonie Vaud, w okręgu (district) Morges.

## Geografia
Leży na północnym brzegu Jeziora Genewskiego, pomiędzy Morges na wschodzie a Saint-Prex na zachodzie. Przez miejscowość przebiega linia kolejowa Genewa – Lozanna, a także autostrada A1, łącząca te dwa miasta. Autostrada dzieli Tolochenaz na dwie prawie równe części, z których południowo-wschodnia, położona bliżej Jeziora Genewskiego, ma charakter przemysłowy, zaś północno-zachodnia – rolniczy i mieszkalny (zabudowa indywidualna).

## Gospodarka
Od początku istnienia wsi jej mieszkańcy zajmowali się głównie rolnictwem, nie imając się w zasadzie zajęć związanych z Jeziorem Genewskim (wieś w granicach administracyjnych nie ma portu, a brzegi jeziora są w znacznej części niezagospodarowane). Obecnie istnieje tu dobrze rozwinięte sadownictwo z uprawą jabłoni i grusz. Głównym źródłem utrzymania mieszkańców są przemysł i usługi. Od 1997 r. w Tolochenaz znajduje się siedziba międzynarodowego koncernu medycznego Medtronic z obszarem działania obejmującym Europę, Afrykę i Bliski Wschód (w 2010 r. zakład zatrudniał ok. 700 pracowników).

## Osoby

### związane z gminą
- w posiadłości Riond-Bosson na terenie dzisiejszego Tolochenaz od 1897 do 1940 roku mieszkał (z kilkoma przerwami) polski pianista, kompozytor i polityk Ignacy Jan Paderewski
- w tutejszej szkole Mon Fertile na początku lat 60. XX w. uczyła się Camilla Rosemary Shand, od 8 września 2022 r. Kamila, królowa Zjednoczonego Królestwa Wielkiej Brytanii i Irlandii Północnej
- mieszkała tutaj od 1963 do śmierci w 1993 (i tu też została pochowana) aktorka Audrey Hepburn.

## Transport
Przez teren gminy przebiegają autostrada A1 oraz drogi główne nr 1 i nr 128. 